# Francesco Maria Sforza Pallavicino

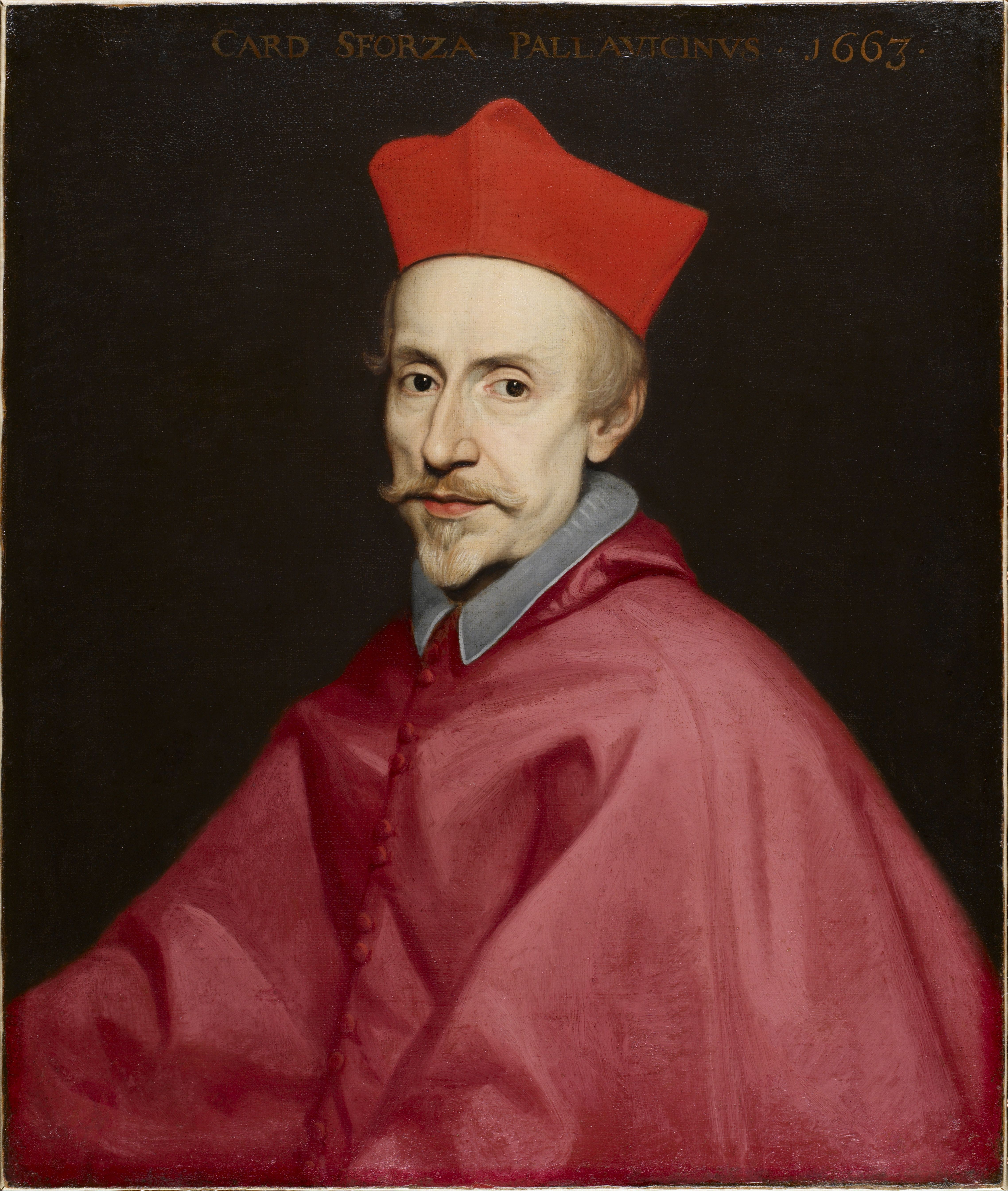
Kardinal Pallavicino

Francesco Maria Sforza Pallavicino SJ (auch Pietro Sforza Pallavicino; * 28. November 1607 in Rom; † 5. Juni 1667 ebenda) war ein italienischer Theologe und Kardinal.

## Leben

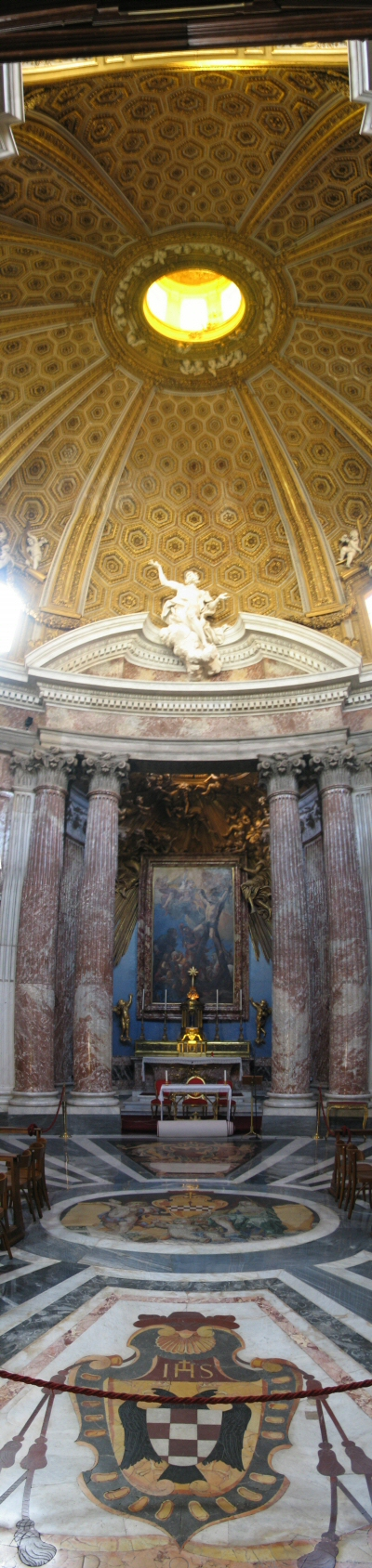
Wappen Pallavicinis vor dem Hochaltar von Sant’Andrea al Quirinale in Rom

Er stammte aus dem Zweig der lombardischen Pallavicini aus Parma und war der Sohn des marchese Alessandro Pallavicini und dessen Ehefrau Francesca Sforza. Der Vorname Sforza geht zurück auf Sforza Pallavicino, General der Republik Venedig, der Alessandro Pallavicini adoptiert und ihm sämtliche Güter und Titel vererbt hatte. Als ältester Sohn verzichtete Francesco Maria Sforza Pallavicino auf den ihm zustehenden Adelstitel und wurde Priester. Er studierte am Collegio Romano der Jesuiten in Rom, wo er 1625 zum Doktor der Philosophie und 1628 zum Doctor theologiae promoviert wurde. Unter dem Pontifikat von Urban VIII. trat er als Referendar an den Gerichtshöfen der Apostolischen Signatur in den Dienst der Kurie. 1629 wurde Pallavicino Mitglied der Accademia dei Lincei. Er war befreundet mit Giovanni Ciampoli, dem Sekretär der Breven, und mit Fabio Chigi, dem späteren Papst Alexander VII. Als sein Freund Ciampoli 1632 bei Urban VIII. in Ungnade fiel, musste Pallavicino Rom verlassen. Er war Gouverneur von Jesi, später auch von Orvieto und von Camerino. Am 21. Juni 1637 trat er – entgegen dem väterlichen Wunsch – in die Gesellschaft Jesu ein. Von 1639 bis 1644 war er Professor für Philosophie am Collegio Romano und von 1644 bis 1652 Professor für Theologie ebendort. Pallavicino war Mitglied jener Kommission, welche die Schriften des Bischofs von Ypern Cornelius Jansen prüfen sollte, er weigerte sich, den Jansenismus als Häresie zu verdammen. Durch die Veröffentlichung zahlreicher poetischer, literarischer, theologischer und kirchengeschichtlicher Bücher – besonders über das Konzil von Trient – erwarb er sich in den Gelehrtenkreisen Roms ein hohes Ansehen.
Papst Alexander VII. kreierte Francesco Maria Sforza Pallavicino im Konsistorium vom 9. April 1657 zum Kardinal in pectore und machte dies im Konsistorium vom 10. November 1659 öffentlich bekannt. Den roten Hut und die Titelkirche San Salvatore in Lauro erhielt er am 6. Dezember 1660. Er wurde 1661 Mitglied der Kongregation der Römischen und Allgemeinen Inquisition. Daneben war er Beichtvater des Papstes Alexander VII.
Francesco Maria Sforza Pallavicino starb kurz nach Alexander VII. während der Sedisvakanz am 5. Juni 1667 gegen 5 Uhr 30 am Morgen in seinem Quartier im Jesuitenhaus bei Sant’Andrea al Quirinale in Rom. Beigesetzt wurde er in Sant’Andrea al Quirinale.

## Werke (Auswahl)

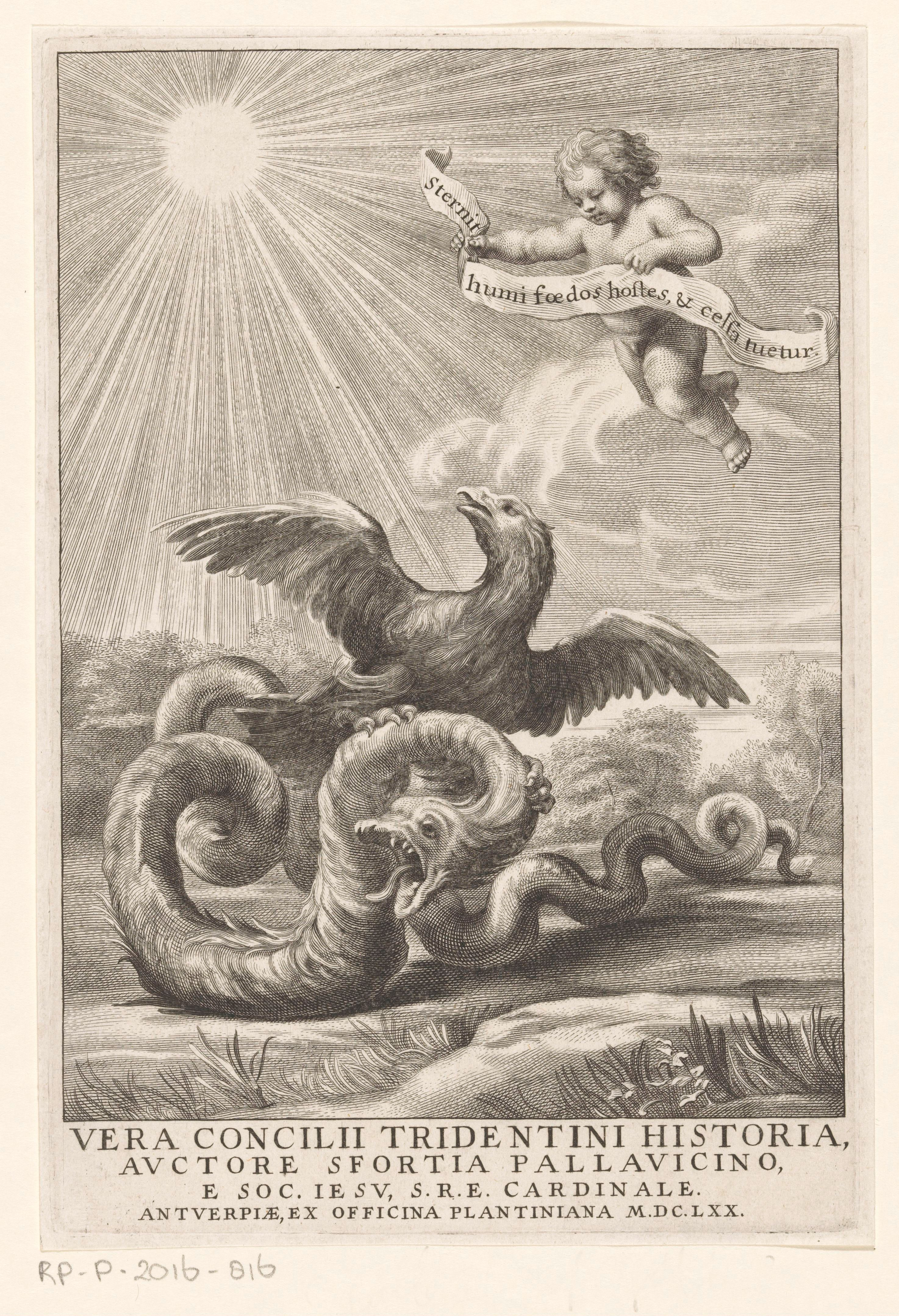
Vera concilii tridentini historia. Antwerpen: Officina Plantiniana, 1670.

- Istoria del Concilio di Trento ove insieme rifiutasi con autorevoli testimonianze un’Istoria falsa divulgata sull’istesso argomento da Pietro Soave Polano. (Rom 1656–1657)
- Ars christianae perfectionis Sforzae Pallavicinie, tribus libris lingua italica. (1677)
- Sfortiae Pallavicini e Societate Jesu S.R.E. Cardinalis tractatus de stylo et dialogo in quo dum didascalicae scriptionis forma quaeritur. (1678)